# 露無博文
露無 博文（つゆむ ひろふみ、1966年7月6日 - ）は、岡山県出身の元社会人野球の選手（内野手）・コーチ・監督。

## 来歴・人物
関西高等学校から、明治学院大学に進んで野球部でプレー。
大学卒業後は、社会人野球の新日本製鐵君津でプレーしたが、特筆すべき成績は残せないまま1993年に引退した。
その後は社業に就いていたが、1998年にコーチとして現場に復帰し、当時監督を務めていた應武篤良に師事した。2001年に應武から監督を引き継ぐと、同年から社会人野球の公式大会が金属バットから木製バット使用に変わったため、それまでとは一転して盗塁やスクイズを多用した戦術に転換、同年から3年連続してチームを都市対抗野球出場に導いた。また在任期間中は日本選手権にも2度出場している。
2003年には、新日鐵君津が当時毎年のように存廃問題に直面していたことからチームの存続に奔走、広域複合企業チーム制度を導入させている。
2005年限りで監督を退任。その後は千葉県野球連盟の理事として活動するかたわら、チームの副部長を2年務めた。
現在は、再び新日鐵君津で社業に就いている。